# Чкаловська сільська рада (Пачелмський район)
Чка́ловська сільська рада (рос. Чкаловский сельский совет) — сільське поселення у складі Пачелмського району Пензенської області Росії.
Адміністративний центр — село Пачелма.

## Історія
2010 року була ліквідована Валовайська сільська рада (села Новий Валовай, Старий Валовай, селище Дмитрієвка), її територія увійшла до складу Чкаловської сільради.

## Населення
Населення — 666 осіб (2019; 863 в 2010, 1116 у 2002).

## Склад
До складу сільської ради входять:
| Населений пункт      | Населення, осіб (2002) | Населення, осіб (2010) |
| -------------------- | ---------------------- | ---------------------- |
| Більщина, село       | 39                     | 21                     |
| Дмитрієвка, селище   | 7                      | 7                      |
| Новий Валовай, село  | 383                    | 343                    |
| Пачелма, село        | 526                    | 422                    |
| Старий Валовай, село | 161                    | 70                     |